# Ciclisme als Jocs Olímpics d'estiu de 1896
Als Jocs Olímpics d'Estiu 1896 es van disputar sis proves de ciclisme. Cinc d'aquestes proves foren de ciclisme en pista i es disputaren al velòdrom de Neo Faliro, mentre que la sisena fou la prova de ciclisme en ruta. Totes les proves foren organitzades pel Subcomitè de ciclisme i es disputaren entre el 8 i el 13 d'abril de 1896. Van prendre-hi part 19 ciclistes, tots homes, procedents de cinc països.

## Medaller de les proves de ciclisme
Aquestes medalles foren assignades a posteriori pel Comitè Olímpic Internacional. A l'època, als guanyadors se'ls donava una medalla de plata i els subsegüents llocs no rebien cap premi.

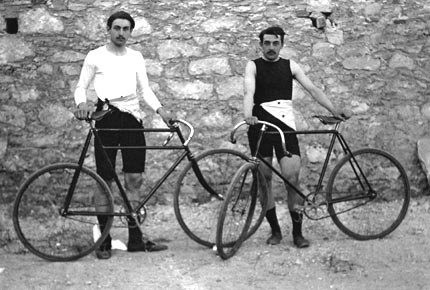
Paul Masson, esquerra, amb Léon Flameng, dos dels triomfadors en ciclisme dels primers Jocs Olímpics

| Prova                                | Or                       | Argent               | Bronze        |
| Carretera individual detalls         | Aristidis Konstandinidis | August von Gödrich   | Edward Battel |
| Velocitat (volta a la pista) detalls | Paul Masson              | Stamatis Nikolópulos | Adolf Schmal  |
| 2 km pista detalls                   | Paul Masson              | Stamatis Nikolópulos | Léon Flameng  |
| 10 km pista detalls                  | Paul Masson              | Léon Flameng         | Adolf Schmal  |
| 100 km pista detalls                 | Léon Flameng             | Georgios Koletis     | cap           |
| 12 hores pista detalls               | Adolf Schmal             | Frank Keeping        | cap           |

## Països participants
19 ciclistes procedents de 5 països van participar en aquestes olimpíades:
- Àustria (1)
- França (2)
- Alemanya (5)
- Regne Unit (2)
- Grècia (9)

## Medaller per països de les proves de ciclisme
| Posició | País       | Or | Argent | Bronze | Total |
| 1       | França     | 4  | 1      | 1      | 6     |
| 2       | Grècia     | 1  | 3      | 0      | 4     |
| 3       | Àustria    | 1  | 0      | 2      | 3     |
| 4       | Regne Unit | 0  | 1      | 1      | 2     |
| 5       | Alemanya   | 0  | 1      | 0      | 1     |